# ۱۰۱ (میلادی)
۱۰۱ (میلادی) صد  و یکمین سال تقویم میلادی است.

## درگذشتگان
‎